# Phymatodes nigerrimus
Phymatodes nigerrimus là một loài bọ cánh cứng trong họ Cerambycidae.